# Гистав Флобер
Гистав Флобер (фр. Gustave Flaubert; Руан, 12. децембар 1821 — Руан, 8. мај 1880) био је француски књижевник. Стварао је у доба реализма. Познат је по свом роману „Госпођа Бовари“ и привржености стилу који се најбоље огледа у потрази за „le mot juste” (права реч).

## Биографија
Рођен је 12. децембра 1821. у Руану у Француској. Отац му је био хирург а мајка потомак једне од најстаријих и најугледнијих норманских фамилија. Образовање је стекао у родном граду који је напустио тек 1840. када је отишао у Париз на студије права. Већ од једанаесте године показивао је интересовање за књижевност. Флобер је у младости био енергичан, али стидљив, индивидуалист и, наводно, без амбиција. Волео је село, а Париз сматрао изузетно неугодним местом за живот. Стекао је познанство са Виктором Игоом и 1840. путовао на Пиринеје и Корзику. Године 1846. Флобер је напустио Париз и студије права, после једног епилептичног напада (од детињства је патио од епилепсије) и вратио се у Круасет, близу родног Руена, где је живео са својом мајком. Имање, кућа на пријатном месту уз Сену остао је Флоберов дом до краја живота. Од 1846. до 1854. био је у вези с песникињом Луиз Коле. За Флобера, који се није женио, ова веза била је једина значајна сентиментална епизода у животу.
Његов најприснији пријатељ у то време био је Максим ди Камп с којим је путовао у Енглеску, Грчку и Египат. Ова путовања оставила су снажан утисак на Флоберову машту.

## Књижевни опус
Флоберово дело је, може се рећи без икакве ограде, средишњи наративни опус 19. века. Иако су велики руски романописци попут Толстоја и Достојевског популарнији и утицајнији код ширег читатељства, иако је њихов захват у стварности узбудљивији и оставља већи утисак - Гистав Флобер остаје ненадмашив, узоран мајстор. Као што је за Веласкеза речено да је био сликар за сликаре, тако се за Флобера може рећи да је писац за писце, велики учитељ и мерило мајсторства. Разноврсност пишчевог дела запањују: на њега се позивају како натуралистичка и реалистичка школа, од Мопасана, Золе, Синклера, до небројених америчких и европских натуралиста, тако и симболистичка струја радикалног естетицизма која инсистира на формалном савршенству наративне уметнине, утеловљена у Прусту и Џојсу. Ако се томе дода да су опуси Конрада, Камија, Кафке и Сартра незамисливи без Флобера - добија се утисак о дубини и досегу утицаја мајстора из Круасета.
У моментима инспирације напуштао је све обавезе и препуштао се писању, а често би провео цели дан у писању, и на крају написао свега пар реченица. Ово објашњава зашто су његова дела малобројна, али изузетно квалитетна.
Дела Гистава Флобера се нарочито истичу лепотом стила и вештином опажања. Многи истраживачи у Флоберовом делу налазе одјеке романтизма. Начин на који је портретисао своје ликове је био инспиративан за многе потоње писце, од Емила Золе до Марија Варгаса Љосе.
Гистав Флобер остаје најутицајнији писац 19. века; ако се за Гогољев „Шињел“ каже да је сва каснија руска књижевност изашла из њега, без претеривања се може констатовати да је велики део светске наративне прозе друге половине 19. и читавог 20. века потекао из Флоберовог опуса.
Једна од многобројних одлика Флоберовог доброг стила писања јесте у томе што му је пошло за руком да у тексту од две хиљаде речи ниједном не понови исту реч.

### Госпођа Бовари
Прво Флоберово ремек дело је уједно и најконтроверзније: „Госпођа Бовари“, из 1857, плод шестогодишњег рада, туробна приповест о егзистенцијалној досади, прељубама и самоубиству жене провинцијског нормандијског лекара, Еме Бовари, савршено компонована као један од егземпларних психолошких романа, изазвала је скандал због своје отворености, а онда и судски процес због наводно неморалних делова текста.
Ова година била је, условно речено, година скандала у књижевности - за Флобера и Бодлера, који је те исте године објавио своју збирку „Цвеће зла“.
Флобер је у овом роману критиковао „тривијалну“ књижевност, коју је читала његова јунакиња и која јој је, заувек и неповратно, одузела реалан поглед на живот. Мисли своје јунакиње предочавао је методом доживљеног говора (који му је и послужио да се одбрани на суду). Наиме, тај говор исказан је у трећем лицу, али без најаве да је уведен говор јунака. То је својеврсна комбинација јунаковог и ауторовог гласа. Због Еминог несклада да прихвати свет у коме живи онаквим какав он јесте, због њене сталне потребе да живи у свету надања и маштања, у књижевности термин „боваризам“ означава особу која живи на граници између својих идеала и снова, тачније - на граници онога што она јесте и онога што она мисли да је. " Мадам Бовари, то сам ја!", чувена је Флоберова реченица.
Овај роман одликују карактеристике које се срећу и у каснијим Флоберовим делима: веродостојност у приказу појединости, имперсонални приступ у којем се не чује глас писца нити се уопште зна за његово постојање, те хармонични и неговани стил који је постао узор француске прозе.

### Саламбо
У следећем роману „Саламбо“ (1862), аутор је дао маха свом потискиваном темпераменту, но, ни ту није изневерио архиварски и трезвени приступ - у том споју неспојивих компоненти лежи чар приказима старе Картагине, као и опису размаха бујних страсти и атавизама који су узбуђивали пишчеву машту, најчешће свесно ограничену на прозаичну малограђанску свакодневницу.
Пре него што је започео писање романа Саламбо, године 1858. путовао је у Картагину, како би прикупио материјал за писање овог романа.

### Сентиментално васпитање
Године 1869. Флобер је објавио свој највећи роман „Сентиментално васпитање“ (L`Education sentimentale). То полуаутобиографско дело у којем је рекреирао своју младеначку очараност Елиз Шлезингер и студентске дане, аутор је описао као “моралну повест људи мога нараштаја”. Више од тога, роман „Сентиментално васпитање“, који прати разгоревање и сагоревање страсти и амбиција Фредерика Мороа и круга његових париских пријатеља - роман је о корозивној сили Времена која растаче било какав животни порив. Дело заправо нема заплет и расплет у конвенционалном смислу речи: ликови се врте у простору властитих пројекција и жеља, време пролази и ништа се битно не решава нити остварује а конац романа је потресан у својој свесно наглашеној баналности - патос неостварених жудњи и изјаловљених амбиција, сублимиран у незаборавним сценама сусрета остарелих Фредерика и његове младеначке љубави, као и у коначном дијалогу с “пријатељем” о антиклимактичним “врхунцима” њихових стерилних живота, формира полазиште за велика остварења Фокнера и Пруста у 20. веку, хроничара рецептивне преосетљиве свести парализоване пред хипнотичком моћи интерферентног спољашњег света.

### Остала дела
Сасвим су другачије фантастичне визије „Искушења Светог Антонија“ (1874), драмско-романескног дела, тог “француског Фауста” на коме је радио преко 25 година.
Последње, постхумно дело, „Бувар и Пекише“ (1881), гротескна је претходница антиромана смештена око бизарних сеоских "подухвата" двојице пензионисаних чиновника, хибридна је студија окарактерисана и као својеврсна фарсична енциклопедија људске глупости.

## Дела

### Главни радови
- Rêve d'enfer (1837)
- Memoirs of a Madman (1838)
- Госпођа Бовари (Madame Bovary), (1857)
- Саламбо (Salammbo) (1862)
- Сентиментално васпитање (L`Education sentimentale), 1869.
- Le Candidat (1874)
- Искушење Светог Антонија (La Tentation de Saint Antoine), 1874.
- Три приче (Trois contes), 1877.
- Le Château des cœurs (1880)
- Бувар и Пекише (Bouvard et Pécuchet), постхумно 1881.[10]
- Dictionary of Received Ideas (1911)
- Souvenirs, notes et pensées intimes (1965)

### Адаптације
- The opera Hérodiade by Jules Massenet, based on Flaubert's novella Hérodias
- The opera Madame Bovary by Emmanuel Bondeville, based on Flaubert's novel
- The unfinished opera Salammbo by Modest Mussorgsky, orchestrated by Zoltán Peskó, based on Flaubert's novel.
- Eight films titled Madame Bovary.
- La légende de Saint-Julien l'Hospitalier (1888), an opera by Camille Erlanger

### Korespondencija
- Selections:
  - Selected Letters (ed. Francis Steegmuller, 1953, 2001)
  - Selected Letters (ed. Geoffrey Wall, 1997)
- Flaubert in Egypt: A Sensibility on Tour (1972)
- Flaubert and Turgenev, a Friendship in Letters: The Complete Correspondence (ed. Barbara Beaumont, 1985)
- Correspondence with George Sand:
  - The George Sand–Gustave Flaubert Letters, translated by Aimée G. Leffingwell McKenzie (A. L. McKenzie), introduced by Stuart Sherman (1921), available at the Gutenberg website as E-text N° 5115
  - Flaubert–Sand: The Correspondence (1993)

### Биографске и друге сродне публикације
- Allen, James Sloan, Worldly Wisdom: Great Books and the Meanings of Life,. Frederic C. Beil. Allen, James Sloan (2008). Worldly Wisdom: Great Books and the Meanings of Life. Frederic C. Beil. ISBN 978-1-929490-35-6.
- Brown, Frederick, Flaubert: a Biography, Little, Brown. Brown, Frederick (2006). Flaubert: A Biography. Little, Brown. ISBN 978-0-316-11878-1.
- Hennequin, Émile, Quelques écrivains français Flaubert, Zola, Hugo, Goncourt, Huysmans, etc., available at the Gutenberg website as E-text N° 12289
- Barnes, Julian (1984). Flaubert's Parrot. London: J. Cape. ISBN 978-0-330-28976-4.
- Fleming, Bruce, Saving Madame Bovary: Being Happy With What We Have,. Frederic C. Beil. Fleming, Bruce Edward (2017). Saving Madame Bovary: Being Happy with What We Have. Frederic C. Beil. ISBN 978-1-929490-53-0.
- Steegmuller, Francis, Flaubert and Madame Bovary: a Double Portrait, New York: Viking Press; 1939.
- Tooke, Adrianne (2000). Flaubert and the Pictorial Arts: from image to text. Oxford University Press. ISBN 978-0-19-815918-6.
- Wall, Geoffrey (2001). Flaubert: a Life. Faber and Faber. ISBN 978-0-571-21239-2.
- Various authors, The Public vs. M. Gustave Flaubert, available at the Gutenberg website as E-text N° 10666.
- Sartre, Jean-Paul. The Family Idiot: Gustave Flaubert, 1821–1857. University of Chicago Press. 1987., Volumes 1–5. .
- Patton, Susannah (2007). A Journey into Flaubert's Normandy. Roaring Forties Press. ISBN 978-0-9766706-8-1.